# المقراب فائق الكبر الأوروبي
التلسكوب فائق الكِبر (إي إل تي) هو مرصد فلكي قيد الإنشاء. عند الانتهاء من بنائه، من المقرر أن يكون أكبر تلسكوب في العالم لرصد الضوء المرئي والأشعة تحت الحمراء القريبة. يُعتبر هذا التلسكوب جزءًا من المرصد الأوروبي الجنوبي، الذي يقع أعلى جبل سيرو أرمازونز في صحراء أتاكاما في شمال تشيلي. يتكون التصميم من تلسكوبٍ عاكسٍ ذي مرآةٍ رئيسة مجزأة بقطر 39.3 مترًا (130 قدمًا) ومرآة ثانوية بقطر 4.2 م (14 قدمًا)، مدعوم بتقنية البصريات المكيفة، وثماني وحدات من النجوم الدليلية الليزرية وأدواتٍ علمية كبيرة متعددة. يهدف المرصد إلى جمع ضوءٍ يُعادل 100 مليون ضعف قدرة العين البشرية، و13 ضعف قدرة أكبر التلسكوبات البصرية الموجودة في عام 2014، وسيكون قادرًا على تصحيح التشويه الناجم عن الغلاف الجوي. سيتمتع هذا المرصد بمساحة تجميعٍ ضوئية أكبر بـ 256 مرة من تلك الخاصة بتلسكوب هابل الفضائي، ووفقًا لمواصفات إي إل تي، سوف يلتقط صورًا أكثر وضوحًا بـ 16 مرةٍ من صور تلسكوب هابل. كان المشروع يسمى في البداية التلسكوب الأوروبي فائق الكبر (إي-إي إل تي)، ولكن اُختصر الاسم في عام 2017.
يهدف إي إل تي إلى تطوير المعرفة الفيزيائية الفلكية عن طريق توفير دراساتٍ مُفصلة عن الكواكب التي تدور حول النجوم الأخرى، والمجرات الأولى في الكون، والثقوب السوداء فائقة الكتلة، وطبيعة المادة المظلمة في الكون، بالإضافة للكشف عن الماء والجزيئات العضوية في الأقراص الكوكبية الأولية حول النجوم الأخرى. من المتوقع أن يستغرق بناء المرصد 11 عامًا.
في 11 يونيو 2012، وافق مجلس إي إس أوه على خطط برنامج إي إل تي لبدء الأعمال الهندسية المدنية في موقع التلسكوب، مع تعليق قرار بناء التلسكوب لحين الوصول لاتفاقٍ نهائي بين حكومات بعض الدول الأعضاء. بدأت أعمال البناء على موقع إي إل تي في يونيو 2014. بحلول ديسمبر 2014، حصل إي أس أوه على أكثر من 90% من إجمالي التمويل المطلوب وأصدر قرار البدء ببناء التلسكوب، والذي سيكلف مليار يورو تقريبًا للمرحلة الأولى من البناء. وُضع حجر الأساس للتلسكوب في حفلٍ أقيم في 26 مايو 2017، ليبدأ بذلك بناء هيكل القبة الرئيسي والتلسكوب، إذ يُخطط البدء باستخدام التلسكوب لأول مرةٍ في عام 2025.

## نظرة تاريخية
في 26 أبريل 2010، اختار مجلس إي إس أو جبل سيرو أرمازونز في تشيلي، كموقع بناءٍ لإي إل تي المخطط له. تشمل المواقع الأخرى التي أُخذت بعين الاعتبار: جبل سيرو ماكون، سالتا، في الأرجنتين؛ ومرصد روكي دي لوس موتشاتشوس، في جزر الكناري؛ ومواقع في شمال أفريقيا والمغرب والقارة القطبية الجنوبية.
تضمنت التصميمات الأولية مرآة رئيسة مجزأة يبلغ قطرها 42 مترًا (140 قدمًا) وتبلغ مساحتها نحو 1300 متر مربع (14000 قدم مربع)، ومرآة ثانوية يبلغ قطرها 5.9 مترًا (19 قدمًا). لكن في عام 2011، اُقترح تقليص مساحته بنسبة 13% إلى 978 متر مربع، عن طريق استخدام مرآة رئيسة بقطر 39.3 متر (130 قدم) ومرآة ثانوية بقطر 4.2 متر (14 قدم). خفّض ذلك التكاليف المتوقعة من 1.275 مليار يورو إلى 1.055 مليار يورو، وينبغي أن يسمح ذلك بإنهاء بناء التلسكوب في وقت أبكر. يُعتبر تضغير المرآة الثانوية مهمًا بشكلٍ خاص؛ إذ أنّ قطرها البالغ 4.2 متر (14 قدم) هو أكثر قابليةً للتصنيع بالنسبة للعديد من الشركات المصنعة، وذلك يُغني عن الحاجة لموادٍ قويةٍ للغاية لدعائم المرآة الثانوية.
علّق المدير العام لإي أس أوه في بيان صحفي عام 2011 قائلًا: «مع التصميم الجديد لإي-إي إل تي، ما زال بإمكاننا تحقيق الأهداف العلمية الجريئة والتأكد أيضًا من قدرتنا على إكمال البناء خلال 10 إلى 11 عامًا فقط». صادق مجلس إي إس أوه على التصميم الأساسي المُعدل في يونيو 2011 وتوقع الموافقة على اقتراح البناء في ديسمبر 2011. تم تضمين التمويل لاحقًا في ميزانية عام 2012 بهدف بدء العمل الابتدائي في أوائل عام 2012. تلقى المشروع موافقةً مبدئية في يونيو 2012. وافق إي أس أوه على بدء البناء في ديسمبر 2014، مع تأمين أكثر من 90% من الميزانية الاسمية المطلوبة.
مُوّلت مرحلة التصميم الخاصة بالمرايا النقطية الخمسة بالكامل ضمن ميزانية إي أس أوه. مع تعديلات عام 2011 في التصميم الأولي (مثل تخفيض قطر المرآة الأولية من 42 متر إلى 39.3 متر)، في عام 2017، قُدرت تكلفة البناء بنحو 1.15 مليار يورو (بما في ذلك أدوات الجيل الأول). بحلول عام 2014، خُطط البدء بتشغيل التلسكوب في 2024. بدأ البناء الفعلي رسميًا في أوائل عام 2017.

## التخطيط
ركّزت وكالة إي إس أوه على التصميم الحالي بعد أن توصلت دراسة للجدوى الاقتصادية إلى أنّ التلسكوب المُقترح الذي يبلغ قطره 100 متر (328 قدمًا)، المُسمى التلسكوب ساحق الكبر، سيكلف 1.5 مليار يورو، وسيكون بنائه معقدًا للغاية. نتيجة قيود تكنلوجيا التصنيع الحالية وقيود النقل البري، فإنّ الحدّ الأقصى لقطر المرايا المُصنعة هو 8 أمتار (26 قدمًا) للقطعة الواحدة. أكبر التلسكوبات المستخدمة حاليًا هي تلسكوب كيك وتلسكوب غراين كانارياس والتلسكوب الجنوب إفريقي الكبير، التي يستخدم كلٌ منها مرايا سداسية صغيرة مركبة معًا لتكوين مرآة مركبة يزيد قطرها قليلًا عن 10 أمتار (33 قدمًا). يستخدم إي إل تي تصميمًا مشابهًا، بالإضافة إلى تقنيات لتفادي التشويه الناجم عن الغلاف الجوي للضوء الوارد من الفضاء، التي تُعرف باسم البصريات المكيفة.

## الأهداف العلمية
سيبحث إي إل تي عن الكواكب الخارجية -أي تلك التي تدور حول نجوم أخرى. سيشمل ذلك اكتشاف الكواكب ذات الكتلة الأرضية كحدٍ ادنى من خلال القياسات غير المباشرة للحركة التذبذبية للنجوم نتيجة دوران الكواكب حولها، بالإضافة للتصوير المباشر للكواكب الأكبر حجمًا وربما حتى وصف خصائص أغلفتها الجوية. سيحاول التلسكوب تصوير الكواكب الخارجية الشبيهة بالأرض، وهي مهمةٌ قد تكون ممكنة.
علاوة على ذلك، ستسمح مجموعة أدوات إي إل تي لعلماء الفلك بدراسة المراحل الأولى لتكوين الأنظمة الكوكبية والكشف عن الماء والجزيئات العضوية في أقراص الكواكب الأولية حول النجوم المولودة حديثًا. وبالتالي، سيجيب إي إل تي على أسئلةٍ أساسيةٍ مُتعلقة بتكوين الكواكب وتطورها.
من خلال تفحّص الأجسام الأكثر بُعدًا، سيوفر إي إل تي أدلةً لفهم تكوين الأجرام الأولى التي تشكلت: النجوم والمجرات البدائية، والثقوب السوداء والعلاقة التي تربطها. سوف تستفيد دراسات الأجسام المتطرفة مثل الثقوب السوداء من قوة إي إل تي لاكتساب المزيد المعلومات عن الظواهر المعتمدة على الوقت والمرتبطة بالعمليات المختلفة الجارية حول الأجسام المُتراصة.
صُمم إي إل تي لإجراء دراساتٍ مفصلة عن المجرات الأولى وتعقب تطورها عبر الزمن الكوني. ستوفر عمليات رصد هذه المجرات المبكرة باستخدام إي إل تي أدلةً من شأنها أن تساعد في فهم كيفية تكوين هذه الأجرام وتطورها. بالإضافة إلى ذلك، سيكون إي إل تي أداةً فريدة لضمّ المُحتوى المتغير مع الوقت للعناصر المختلفة في الكون، وفهم تاريخ تكوين النجوم في المجرات.
أحد الأهداف المُحتملة لإي إل تي هو إجراء قياسٍ مباشرٍ لتسارع توسع الكون. سيكون لهذا القياس تأثير كبير على فهمنا للكون. سيبحث إي إل تي أيضًا عن الاختلافات المحتملة في الثوابت الفيزيائية الأساسية مع مرور الوقت. سيكون للكشف الواضح عن مثل هذه الاختلافات أثار بعيدة الأمد لفهمنا للقوانين العامة للفيزياء.

## المُقارنة مع التلسكوبات الأخرى
يُعد تلسكوب غراين كانارياس أحد أكبر التلسكوبات البصرية التي تعمل اليوم، إذ يبلغ قطره 10.4 مترًا ويتمتع بمساحة تجميعٍ ضوئي تبلغ 74 مترًا مربعًا. تشمل التلسكوبات الكبيرة الأخرى المخطط لها ما يلي: تلسكوب ماجلان العملاق بقطر 25 مترًا ومساحة تجميعٍ تبلغ 368 مترًا مربعًا، وتلسكوب الثلاثين مترًا بقطر 30 مترًا ومساحة تجميعٍ ضوئي تبلغ 655 مترًا مربعًا، ومن المقرر الانتهاء من بناء هذه التلسكوبات في بداية العشرينيات. ينتمي هذان التلسكوبان الآخران تقريبًا إلى نفس الجيل التالي من التلسكوبات الأرضية البصرية. كل تصميمٍ أكبر بكثير من التلسكوبات السابقة. حتى مع خفض قطره إلى 39.3 متر، ما زال إي إل تي أكبر بكثير من التلسكوبات فائقة الكبر المخطط لها. يهدف إي إل تي لرصد الكون بتفاصيل أفضل من تلسكوب هابل الفضائي من خلال التقاط صورٍ أكثر وضوحًا بـ 15 مرة، على الرغم من أنه مصممٌ ليكون مكملًا لتلسكوبات الفضاء، التي عادةً يكون وقت رصدها المُتاح محدودًا للغاية. إن مرآة إي إل تي الثانوية البالغ قطرها 4.2 مترًا هي بنفس مساحة مرآة تلسكوب ويليام هيرشل الرئيسية، الذي هو ثاني أكبر تلسكوبٍ بصري في أوروبا.

## اقرأ أيضا
- مرصد بارانال